# ولادة مهبلية

الولادة المهبلية هي ولادة الذرية (الأطفال في البشر) في الثدييات عن طريق المهبل. وهو الأسلوب الطبيعي للميلاد في جميع الثدييات باستثناء الكظاميات، والتي تضع البيض في البيئة الخارجية. ومتوسط طول الإقامة في المستشفى للولادة المهبلية العادية هو من 48-36 ساعة، أو مع بضع المهبل (القطع الجراحي لتوسيع قناة المهبل) هو من 48-60 ساعة، في حين أن مدة الإقامة في الولادة القيصرية هو من 72-108 ساعة. والأنواع المختلفة من الولادات المهبلية لها مصطلحات مختلفة:
- الولادة المهبلية التلقائية: تحدث عندما تمر الحامل بمرحلة المخاض دون استخدام أدوية أو تقنيات للحث على المخاض، وتلد طفلها بطريقة عادية دون استخدام ملقط ، أو جهاز شفط الجنين، أو الولادة القيصرية.
- الولادة المهبلية باستخدام عناصر مساعدة: تحدث عندما تمر الحامل بمرحلة المخاض (مع أو بدون استخدام العقاقير أو تقنيات للحث على المخاض)، وتتطلب استخدام أدوات خاصة مثل الملقط أو جهاز شفط الجنين لتلد طفلها عن طريق المهبل.
- الولادة المهبلية باستخدام المحفزات: هو مصطلح للولادة يعني استخدام محفزات للحث والتعجيل بالمخاض ، حيث يتم استخدام العقاقير أو التقنيات اليدوية لبدء عملية المخاض.